# Mario Mori
Mario Mori (Postumia Grotte, 16 maggio 1939) è un generale e prefetto italiano.
È stato comandante del ROS e direttore del SISDE.

## Biografia
Nato a Postumia Grotte il 16 maggio 1939 nell'allora Venezia Giulia italiana, oggi in Slovenia, si diploma a Roma, al liceo classico Virgilio, e, successivamente, presso l'Accademia Militare di Modena, completa gli studi e la formazione militare, fino a conseguire, nel 1965, la nomina al grado di tenente dei carabinieri.
Come primo incarico, nel 1965, assume il comando di una compagnia del IV battaglione carabinieri di Mestre, per poi essere destinato, nel 1968, alla tenenza di Villafranca di Verona, sempre come comandante. Dal 1972, per tre anni, svolge servizio presso il SID (Servizio Informazioni Difesa), a Roma, quindi, nel 1975, con il grado di capitano, viene trasferito al Nucleo Radiomobile dei carabinieri di Napoli, dove rimarrà per altri tre anni.

### L'antiterrorismo
Il 16 marzo del 1978, il giorno del sequestro di Aldo Moro, Mori viene nominato comandante della sezione anticrimine del Reparto Operativo di Roma, cominciando un lungo periodo che lo vedrà protagonista nella lotta al terrorismo. Sulla scia dei gravissimi fatti di quell'anno, culminati con il ritrovamento del corpo dell'on. Moro il 9 maggio in via Caetani a Roma, il successivo 9 agosto, il generale dei carabinieri Carlo Alberto dalla Chiesa viene nominato dal governo "coordinatore delle forze di polizia e degli agenti informativi per la lotta al terrorismo". Le sezioni anticrimine - reparti creati dall'Arma dei Carabinieri per il contrasto al terrorismo e dislocati nei centri più sensibili al fenomeno - vengono a costituire la componente operativa e investigativa più efficace e specialistica nel settore. Sono numerosi gli arresti effettuati in quel periodo dalla sezione anticrimine guidata da Mori, tra questi spiccano quelli di Remo Pancelli, Francesco Piccioni, Walter Sordi, Pietro Mutti, Fabrizio Zani e altri estremisti di destra e di sinistra.

### A Palermo
Nel 1986, con il grado di tenente colonnello, dopo due anni di servizio presso lo stato maggiore dell'Arma dei Carabinieri, Mori assume il comando del Gruppo Carabinieri Palermo 1, incarico che manterrà fino al settembre 1990. Sono anni difficili in Sicilia, anni in cui la mafia, capeggiata da Salvatore Riina, non esita a eliminare chiunque venga considerato un ostacolo per Cosa nostra e per le sue numerose attività illecite. Proprio in questo periodo passato a Palermo, Mario Mori incomincia a conoscere la mafia, le origini e il suo radicamento sul territorio che deriva dalla forza dell'intimidazione prodotta dal vincolo associativo che la caratterizza e da cui scaturiscono condizioni di assoggettamento e omertà per chi è costretto a conviverci.
Mori capisce che contro un fenomeno di questo tipo i metodi investigativi utilizzati per disarticolare altre organizzazioni criminali, da soli, non possono essere pienamente efficaci e comunque non risolutivi. Per combattere la mafia occorre uscire dal classico schema investigativo fino al momento adottato, mirando piuttosto e soprattutto a individuare e disarticolare le connessioni e le collusioni stabilmente intrecciate da Cosa nostra con il mondo politico-imprenditoriale. In poche parole colpire la mafia nel suo principale centro d'interesse: quello economico. Negli anni passati a Palermo, oltre a sviluppare un'approfondita conoscenza del fenomeno mafioso, il tenente colonnello Mori incontra alcuni giovani ufficiali, in quel periodo alle sue dipendenze, che si distinguono per capacità e impegno, tanto da diventare, nel vicino futuro, l'asse portante del costituendo ROS dei carabinieri.

### Il ROS
Il ROS (Raggruppamento Operativo Speciale) nasce il 3 dicembre del 1990, e il tenente colonnello Mori ne è uno dei componenti fondativi. La struttura, individuata quale Servizio Centrale Investigativo, assume, per l'Arma dei Carabinieri, la competenza a livello nazionale delle indagini nel settore della criminalità organizzata e terroristica. Affidato inizialmente al comando del generale Antonio Subranni, è Mori a curarne la definizione della struttura ordinativa e della dottrina d'impiego, assumendo anche il comando del "I Reparto", quello con competenza investigativa sulla criminalità organizzata. Il periodo passato al ROS sarà lungo, impegnativo e ricco di soddisfazioni. L'esperienza maturata nei quattro anni passati a Palermo si rivela fondamentale e le indagini, per quanto riguarda il contrasto a Cosa nostra, già avviate in passato, proseguono con nuovo impulso, sempre orientate, come indirizzo strategico, verso il settore economico-imprenditoriale.
Ne deriva così anche un'articolata informativa che, curata dall'allora capitano Giuseppe De Donno, viene consegnata, il 20 febbraio del 1992, alla procura di Palermo. La specifica indagine, divenuta nota come "Mafia e Appalti", viene inizialmente sostenuta da Giovanni Falcone e, dopo la sua morte, da Paolo Borsellino che la considera non solo un salto di qualità nella lotta a Cosa nostra, ma anche e soprattutto la causa scatenante della strage di Capaci, dove perdono la vita l'amico magistrato, la moglie Francesca Morvillo e tre agenti di scorta. Tale indagine, tuttavia, non trova pari accoglienza nei responsabili della procura della Repubblica di Palermo, tanto che si producono una serie di contrasti tra la procura stessa e il comando del ROS in merito alla conduzione delle indagini, contrasti destinati a perdurare nel tempo.
In particolare le incomprensioni iniziali si riferiscono a quell'aspetto dell'indagine che prende in esame le connivenze tra "uomini d'onore" da una parte e politici dall'altra, per i quali la procura di Palermo chiederà e otterrà l'archiviazione dell'inchiesta il 20 luglio 1992, il giorno dopo la morte di Paolo Borsellino nella strage di via D'Amelio. Da quella parte dell'informativa "Mafia e Appalti" sopravvissuta, scaturiscono diverse vicende investigative che portano all'arresto di una serie di imprenditori considerati molto vicini ai vertici di Cosa nostra, come Angelo Siino, Giuseppe Li Pera, Giuseppe Lipari, Antonino Buscemi, Filippo Salamone e altri, tutti coinvolti in attività imprenditoriali illecite riconducibili a interessi mafiosi. Questa tipologia d'indagine, riproposta, d'intesa con le Direzioni Distrettuali Antimafia competenti, anche nel contrasto alle altre forme di delinquenza mafiosa, quali la 'ndrangheta, la camorra e la criminalità pugliese, confermerà la sua validità ottenendo eccellenti risultati pratici con lo smantellamento di pericolosi e agguerriti sodalizi criminali.
Mori diventò poi vice comandante del ROS nell'agosto 1992, con il grado di colonnello.

#### La cattura di Riina
L'attività di contrasto a Cosa nostra sviluppata da parte del ROS è ovviamente consistita anche nella ricerca dei latitanti dell'organizzazione, che ne costituiscono la vera e propria spina dorsale. Il 15 gennaio 1993 il capitano Sergio De Caprio, noto anche come capitano "Ultimo", a capo di una squadra di pochi carabinieri, grazie a un'accurata attività investigativa, opera l'arresto di Salvatore Riina, capo indiscusso della mafia siciliana. Per tale episodio Mori e De Caprio verranno processati con l'accusa di favoreggiamento nei confronti di Cosa nostra, non per la mancata perquisizione dell'abitazione del Riina dopo il suo l'arresto, come i più ritengono, ma per avere omesso di informare la procura di Palermo che il servizio di osservazione alla casa era stato sospeso. Il dibattimento si concluderà con l'assoluzione sancita dal tribunale di Palermo perché "il fatto non costituisce reato", con sentenza del 20 febbraio 2006, non appellata dalla Procura della Repubblica di Palermo - che peraltro aveva anch'essa richiesto l'assoluzione - divenuta irrevocabile l'11 luglio 2006. Nel testo della sentenza i giudici, prese in considerazioni tutte le testimonianze e i verbali disponibili, oltre ad assolvere Mori e De Caprio per i reati imputati, ribadiranno che "l'istruzione dibattimentale ha consentito di accertare che il latitante (Riina, ndr) non fu consegnato dai suoi sodali, ma localizzato in base ad una serie di elementi tra loro coerenti e concatenati che vennero sviluppati, in primo luogo, grazie all'intuito investigativo del cap. De Caprio" con l'appoggio dell'autista di Riina che si penti e collaboro all'identificazione del capo di cosa nostra."

#### Al vertice del ROS
L'arresto di Riina non fu certamente l'unica attività di rilievo svolta dal Raggruppamento operativo speciale, anche se la più clamorosa.
Sono numerose le indagini sviluppate, anche a livello internazionale, che hanno consentito l'arresto di pericolosi latitanti e l'eliminazione di temibili organizzazioni criminali transnazionali. Fra le numerose operazioni vanno sicuramente citate quelle conclusesi con la cattura del boss Salvatore Cancemi, di Angelo Siino, indicato quale "Ministro dei Lavori Pubblici" di Cosa nostra, dell'ex sindaco di Palermo Vito Ciancimino, lo smantellamento del clan dei Cuntrera-Caruana e quello di Gaetano Fidanzati e i suoi figli, veri snodi del traffico della droga tra l'Europa e le Americhe.
Nel 1998, promosso generale di brigata, diviene comandante del ROS. Lo resterà circa un anno, quando verrà sostituito dal generale Sabato Palazzo. Nel 1999 infatti, il comando generale dell'Arma dei Carabinieri decide di sostituire Mori destinandolo a comandare la "Scuola Ufficiali Carabinieri" di Roma.

### Dopo il ROS
Il trasferimento del generale, seppur in un reparto non operativo, viene definita una "promozione".
Dura due anni il periodo alla Scuola ufficiali e nel gennaio del 2001 il generale Mori diventa comandante della "Legione Carabinieri Lombardia" con il grado di generale di divisione, incarico che manterrà fino al 1º ottobre 2001, quando è posto in congedo dall'Arma dei Carabinieri.

### Direttore del SISDE
Il 1º ottobre del 2001 infatti Mario Mori viene nominato prefetto e direttore del SISDE, il Servizio Informazioni per la Sicurezza Democratica. Questo periodo è caratterizzato dalla crisi originata dall'attentato alle Torri Gemelle di New York dell'11 settembre 2001 e dal conseguente accentuarsi del contrasto alle iniziative terroristiche portate essenzialmente dal fondamentalismo islamico. Il SISDE contribuisce in quel periodo e in maniera significativa a evitare che l'Italia diventi oggetto di clamorose azioni stragiste che invece colpiscono altre nazioni occidentali, individuando soggetti e organizzazioni operanti in Italia collegati con i gruppi rifacentesi ad al-Qāʿida, sventandone le iniziative illegali. Contemporaneamente il Servizio controlla il panorama criminale italiano e contribuisce in maniera determinante a frustrare, con l'operazione "Tramonto" i cui esiti vengono messi a disposizione dell'autorità giudiziaria milanese, un tentativo di ricostituzione delle Brigate Rosse. Significativa anche la cattura all'estero, dopo una difficoltosa ricerca in diversi Paesi del Nordafrica, di Rita Algranati, esponente delle Brigate Rosse, uno degli ultimi responsabili dell'omicidio dell'on. Moro ancora in libertà. Il SISDE verrà da lui diretto sino al 16 dicembre 2006.

### Attività recenti
Terminata l'esperienza al servizio segreto civile, dall'estate del 2008 fino al giugno del 2013, Mori ha svolto attività di consulenza nel settore della sicurezza pubblica per conto del sindaco di Roma Gianni Alemanno.
Nel 2015 e nel 2016 ha pubblicato due libri "Servizi e Segreti: introduzione allo studio dell'intelligence" e "Oltre il terrorismo: soluzioni alla minaccia del secolo" entrambi tramite editore G-Risk.
Nel settembre 2017 aderisce al movimento di centro-destra Energie per l'Italia di Stefano Parisi in vista delle elezioni politiche del marzo successivo.
Nel 2023, dopo l'assoluzione definitiva per la trattativa Stato-mafia, pubblica il libro La verità sul dossier mafia-appalti. Storia, contenuti, opposizioni all'indagine che avrebbe potuto cambiare l'Italia, scritto insieme al colonnello De Donno, anch'egli coinvolto nella vicenda.

## Procedimenti giudiziari

### L'assoluzione per favoreggiamento per ritardata perquisizione del covo di Riina
Mori è stato rinviato a giudizio dalla procura di Palermo insieme con Sergio De Caprio, ed entrambi furono poi prosciolti dall'accusa di favoreggiamento nei confronti di Cosa nostra. L'indagine era stata avviata dalla procura per accertare gli eventi che avevano portato alla ritardata perquisizione del "covo" di Salvatore Riina. Infatti, dopo l'arresto del boss, i carabinieri della territoriale di Palermo erano pronti a perquisire l'edificio, ma Ultimo e il ROS, ritenendo di poter proseguire l'indagine in corso e individuare le attività criminali dei fiancheggiatori del boss arrestato per disarticolare completamente l'organizzazione, chiesero la sospensione della procedura per "esigenze investigative" che fu concessa dalla procura - stando a quanto afferma l'allora procuratore Caselli - «in tanto in quanto fosse garantito il controllo e l'osservazione dell'obiettivo».
Diciotto giorni dopo si scoprì che quell'osservazione era stata sospesa prematuramente dai carabinieri, all'insaputa della procura e senza che fosse stata effettuata alcuna perquisizione. Nel frattempo il "covo" era stato ormai abbandonato dalla famiglia di Riina e completamente svuotato. De Caprio e Mori sostennero che c'era stato un equivoco nella comunicazione con la procura poiché non avevano espresso l'intenzione di sorvegliare il covo in modo continuativo. Peraltro, come riportato nelle motivazioni della sentenza del processo, era ben chiaro dall'inizio, sia ai carabinieri sia alla procura, che decidendo di non procedere alla perquisizione, si assumeva un rischio, un rischio investigativo motivato dal raggiungimento di un obiettivo superiore. Lo stesso tribunale di Palermo sentenzia:

I carabinieri definirono la sospensione dell'osservazione una «iniziativa autonoma della quale la procura non era stata informata». Secondo i sostenitori dell'accusa di favoreggiamento sarebbero esistiti elementi indiziari per ritenere che i capi del ROS avessero mentito alla procura facendole credere che il covo sarebbe stato sorvegliato in modo continuativo. De Caprio ha sostenuto in sua difesa: 
Secondo la testimonianza di alcuni collaboratori di giustizia un gruppo di affiliati alla mafia entrò indisturbato portando in salvo i parenti del boss, svuotando la cassaforte e verniciando le pareti per cancellare le impronte. Tuttavia, tali dichiarazioni, giudicate "frutto di una ricostruzione certamente autorevole, ma insufficiente per trarne definitive conclusioni" dallo stesso dott. Ingroia – il PM che ha sostenuto l'accusa nel relativo procedimento -, non sono mai state riscontrate nel corso di un vero e proprio dibattimento. Inoltre, nessuno di detti collaboratori ha mai dimostrato di aver personalmente verificato il contenuto della cassaforte o, quantomeno, di conoscere esattamente quanto conservato all'interno della stessa.
Il processo si concluse con l'assoluzione "perché il fatto non costituisce reato": infatti la corte, pur ritenendo la sussistenza di una erronea valutazione dei propri spazi di intervento da parte degli imputati, di gravi responsabilità disciplinari per non aver comunicato alla procura la propria intenzione di sospendere la sorveglianza, pur ritenendo che "l'omessa perquisizione della casa" in cui il boss mafioso Riina aveva vissuto gli ultimi anni della sua latitanza, insieme con la sua famiglia, e "l'abbandono del sito sino ad allora sorvegliato hanno comportato il rischio di devianza delle indagini, che, difatti, nella fattispecie si è pienamente verificato, stando alle manifestazioni di sollievo e di gioia manifestate da Bernardo Provenzano e da Benedetto Spera", ha stabilito che il fatto non era stato commesso con l'intenzione di favorire Cosa nostra, ma solo per negligenza. La sentenza, non appellata dalla procura della Repubblica di Palermo - che peraltro aveva anch'essa richiesto l'assoluzione - è divenuta irrevocabile l'11 luglio 2006.

### Favoreggiamento a Provenzano: assolto in via definitiva
Mori il 17 luglio 2013 è stato assolto dal tribunale di Palermo, insieme con il colonnello Mauro Obinu (assolto in Cassazione dal procedimento a suo carico per traffico di droga, assieme al generale Giampaolo Ganzer, succeduto a Mori alla guida del ROS, in quanto la Suprema Corte ha definitivamente sentenziato i fatti imputati agli stessi come di lieve entità, dichiarandoli, pertanto, prescritti), dall'accusa di aver favorito la latitanza di Bernardo Provenzano, impedendone la cattura nel 1995. Secondo il testimone d'accusa, il colonnello Michele Riccio, querelato dai denunciati, furono Mori e Obinu ad avergli impedito di catturare Provenzano in un casolare di Mezzojuso (PA), indicato dal mafioso suo confidente Luigi Ilardo, poi assassinato da Cosa nostra subito dopo aver accettato di collaborare con la giustizia. Nel processo si è poi aggiunta la testimonianza di Massimo Ciancimino, il quale riferisce di contatti, peraltro già confermati in più sedi giudiziarie da Mori e da un altro ufficiale dei carabinieri, con il padre Vito Ciancimino.
Secondo il Ciancimino, per instaurare una trattativa con Cosa nostra così da giungere a una sospensione della strategia stragista attuata all'epoca, secondo Mori e il suo dipendente, per acquisire notizie sull'organizzazione mafiosa e realizzare la cattura dei grandi capi mafia. Il 20 aprile 2012 i giudici del processo celebrato a Palermo contro il generale dei carabinieri Mario Mori e il colonnello dell'Arma Mauro Obinu per favoreggiamento alla mafia, hanno ammesso a deporre su richiesta dell'accusa la vedova del giudice Paolo Borsellino, Agnese Piraino Leto, e Alessandra Camassa e Massimo Russo, due ex colleghi del magistrato assassinato dalla mafia. Il 24 maggio 2013 il PM di Palermo Antonino Di Matteo ha chiesto 9 anni di reclusione per il generale Mori e 6 anni per il colonnello Mauro Obinu, riguardo al processo sul presunto favoreggiamento aggravato a Cosa nostra, per il mancato arresto di Bernardo Provenzano, nell'ottobre 1995.
Il 17 luglio 2013 la IV sezione penale del tribunale di Palermo ha pronunciato la seguente sentenza: Il Tribunale di Palermo, visti gli articoli 378 e 530 del codice di procedura penale, assolve Mori Mario e Obinu Mauro dell'imputazione ai medesimi ascritta perché il fatto non costituisce reato. Visto l'articolo 207 del codice di procedura penale ordina la trasmissione di copia della presente sentenza delle deposizioni rese da Ciancimino Massimo e da Riccio Michele all'ufficio del procuratore della Repubblica in sede per quanto di sua competenza. Il tribunale ha quindi assolto con formula piena Mori e Obinu dall'accusa di aver favorito la latitanza di Bernardo Provenzano e ha ravvisato, a carico dei due principali testi dell'accusa, Massimo Ciancimino e Michele Riccio, ai sensi dell'art. 207 del codice di procedura penale, indizi del reato previsto dall'articolo 372 del codice penale (falsa testimonianza). Immediatamente dopo la sentenza, intervistato dai numerosi giornalisti presenti, il PM Vittorio Teresi si è detto amareggiato per l'esito del processo, annunciando che la procura proporrà appello verso una sentenza che non condivide ma che rispetta.
Il 19 maggio 2016 è assolto anche in secondo grado dalla corte d'appello di Palermo.
L'8 giugno 2017 la Corte di cassazione ha respinto il ricorso presentato dalla procura generale di Palermo avverso la sentenza di appello, confermando di fatto la sentenza di assoluzione di primo grado (perché il fatto non costituisce reato), rendendola così definitiva.

### L'assoluzione per la trattativa Stato-mafia
Il 24 luglio 2012 il procuratore aggiunto Antonio Ingroia e i sostituti Antonino Di Matteo, Lia Sava e Francesco Del Bene, in riferimento all'indagine sulla cosiddetta trattativa Stato-mafia, firmano la richiesta del rinvio a giudizio nei confronti di Mario Mori e di altri undici indagati, accusati di "Violenza o minaccia ad un Corpo politico, amministrativo o giudiziario o ai suoi singoli componenti" (art. 338 c.p.). Gli altri imputati sono i politici Calogero Mannino, Marcello Dell'Utri, gli ufficiali Antonio Subranni e Giuseppe De Donno, i boss Giovanni Brusca, Totò Riina, Leoluca Bagarella, Antonino Cinà e Bernardo Provenzano, il collaboratore di giustizia Massimo Ciancimino (indagato anche per calunnia) e l'ex ministro Nicola Mancino (solo per falsa testimonianza, poi assolto dalla Corte il 20 aprile 2018). Il 7 marzo 2013 il GUP Piergiorgio Morosini rinvia a giudizio dieci imputati, tra i quali il generale Mario Mori.
Il 4 novembre 2015 il tribunale di Palermo ha assolto Calogero Mannino, coimputato nello stesso procedimento, dal reato di concorso esterno in associazione mafiosa e violenza o minaccia a corpo politico dello Stato, perché il fatto non sussiste. Mannino aveva scelto, diversamente dagli altri imputati, il rito abbreviato, giungendo anticipatamente alla sentenza di primo grado. La sentenza di assoluzione è diventata definitiva l'11 dicembre del 2020 quando la Cassazione ha dichiarato inammissibile il ricorso della procura generale di Palermo, confermando la sentenza di assoluzione del processo di appello del 22 luglio 2019, che aveva già confermato il giudizio di primo grado.
Il 20 aprile 2018 la Corte d'assise di Palermo, presieduta dal giudice Alfredo Montalto, ha condannato in primo grado Mario Mori a 12 anni di reclusione per il capo d'imputazione: "Violenza o minaccia ad un Corpo politico, amministrativo o giudiziario o ai suoi singoli componenti" (art. 338 c.p.). Con lo stesso dispositivo il giudice Montalto assolve Giovanni Brusca, Massimo Ciancimino e Nicola Mancino.
Nell'aprile 2019 è iniziato, sempre a Palermo, il processo d'appello che si è concluso il 23 settembre 2021. La Corte d'assise d'appello di Palermo ha assolto Mario Mori, insieme agli ufficiali del ROS Subranni e De Donno, dalle accuse di "Violenza o minaccia ad un Corpo politico, amministrativo o giudiziario o ai suoi singoli componenti", perché il fatto non costituisce reato. Nella medesima sentenza è stato assolto anche Marcello Dell'Utri per non aver commesso il fatto. Confermate le condanne agli esponenti mafiosi ancora in vita: Leoluca Bagarella e Antonio Cinà.
Anche in Cassazione è stato confermato il ribaltamento della sentenza: pur riconoscendo che la trattativa vi fu, i giudici hanno escluso la rilevanza penale della condotta, assolvendo gli imputati Mori, Subranni e De Donno per assenza dell’elemento soggettivo del reato, cioè del dolo. La sentenza ha chiarito che l’azione degli ufficiali fu “improvvida” e “spregiudicata”, ma motivata da fini solidaristici, ovvero dalla volontà di “salvaguardare l’incolumità della collettività nazionale” e “tutelare un interesse generale e fondamentale dello Stato”. In altre parole, gli ufficiali agirono “per ragioni convergenti con quelle della vittima del reato”, cioè lo Stato stesso (Corte d’Assise d’Appello di Palermo, pagg. 2074-2075). La Corte di Cassazione ha poi stabilito che non vi fu prova del nesso causale tra il dialogo avviato dagli ufficiali e le minacce mafiose al Governo. Secondo la Suprema Corte, “la mera apertura di un’interlocuzione non può ritenersi idonea, di per sé, a determinare la minaccia al Governo”, evidenziando che tale iniziativa “non fu rivolta agli stessi autori della minaccia né fu accompagnata dalla consapevolezza o accettazione del rischio che ne potesse sortire un rafforzamento del ricatto” (Cass., sent. 2023, pagg. 2120 e 2258). 
In sintesi, la trattativa messa in atto da Mori, Subranni e De Donno con la mafia è storicamente accertata, ma non è stata considerata penalmente rilevante in sede giudiziaria, perché mancava l’intenzione dolosa e la prova che gli ufficiali dei ROS volessero davvero favorire il ricatto mafioso.

### Indagine per le stragi del 1993-94
Nel maggio del 2024 viene indagato dalla Procura di Firenze per non aver impedito le stragi del 1993-1994 “di cui aveva avuto plurime anticipazioni” dal maresciallo Roberto Tempesta e da Angelo Siino.
Non assolto

## Opere
- Ad alto rischio. La vita e le operazioni dell'uomo che ha arrestato Totò Riina, con Giovanni Fasanella, Mondadori, 2011
- Oltre il terrorismo. Soluzioni alla minaccia del secolo, G-Risk, 2016
- La protezione dei processi decisionali del sistema-paese, Centro Studi Gino Germani, 2016
- Servizi e segreti. Introduzione allo studio dell'Intelligence, G-Risk, 2015
- La verità sul dossier mafia-appalti. Storia, contenuti, opposizioni all'indagine che avrebbe potuto cambiare l'Italia, con Giuseppe De Donno, Piemme, 2023
- M.M. Nome in codice UNICO, con Fabio Ghiberti, La nave di Teseo, 2023
- L'altra verità: Giovanni Falcone, Vito Ciancimino e la lotta alla "vera mafia" che non si è ancora completamente combattuta,  con Giuseppe De Donno, Piemme, 2024

## Filmografia
- Generale Mori: un'Italia a testa alta, regia di Ambrogio Crespi (2017) docufilm